# Agneta Anderssonová
Agneta Monica Anderssonová (25. dubna 1961 Karlskoga – 8. října 2023) byla švédská rychlostní kanoistka.
Získala sedm olympijských medailí, z toho tři zlaté – dvě na olympijských hrách v Los Angeles roku 1984 (individuálně 500 m a dvojice 500 m) a jednu na olympiádě v Atlantě roku 1996 (dvojice 500 m). Krom toho získala dvě olympijská stříbra a dva bronzy. Zúčastnila se pěti po sobě jdoucích letních olympiád. Byla též mistryní světa z Kodaně roku 1993, kde brala zlato v závodě na 500 metrů. Celkem na světových šampionátech získala 9 medailí.